# Larrivoire
Larrivoire település Franciaországban, Jura megyében. Lakosainak száma 108 fő (2022. január 1.). Larrivoire Les Bouchoux, Coiserette, Rogna, Saint-Claude, Vulvoz és Chassal-Molinges községekkel határos.

## Népesség
A település népességének változása:
| Lakosok száma | 48   | 52   | 101  | 100  | 121  | 116  | 103  | 101  | 101  | 108  |
|               | 1968 | 1982 | 1990 | 2006 | 2013 | 2015 | 2017 | 2019 | 2020 | 2022 |